# 布氏擬蝮鯙
布氏擬蝮鯙，又稱擬蛇鱔，為輻鰭魚綱鰻鱺目鯙亞目鯙科的其中一種，分布於印度太平洋區，從西印度洋至薩摩亞群島海域，棲息深度可達45公尺，體長可達103公分，為底棲性魚類，棲息在沙石底質的珊瑚礁區及潟湖，屬肉食性，生活習性不明。

## 外部連結
- 布氏擬蝮鯙的图片 （页面存档备份，存于）